# Acanthocyclops agamus
Acanthocyclops agamus – gatunek widłonoga z rodziny Cyclopidae, nazwa naukowa gatunku została po raz pierwszy opublikowana w 1938 roku przez niemieckiego zoologa Friedricha Kiefera.